# Minnie Riperton
Minnie Julia Riperton (ur. 8 listopada 1947 w Chicago, zm. 12 lipca 1979 w Los Angeles) – amerykańska piosenkarka soulowa pochodząca z Chicago w stanie Illinois.
Największy sukces odniosła dzięki singlowi "Lovin' You" nagranemu w 1974 roku. Miała pięciooktawową skalę, co umożliwiało jej naśladowanie instrumentów oraz bardzo wysokich dźwięków, takich jak głos ptaków. Podczas koncertów jej głos osiągał najwyższe tony rejestru gwizdkowego.
Minnie nagrywała m.in. ze Steviem Wonderem, Fontellą Bass, Ettą James i Michaelem Jacksonem.
W jej albumie Perfect Angel znalazł się słynny singel "Lovin' You" zadedykowany dwuletniej wówczas Mayi.
Zmarła w wieku 31 lat z powodu raka piersi. Wcześniej została poddana mastektomii.

## Życie prywatne
Riperton była w związku małżeńskim z producentem muzycznym, Richardem Rudolfem od 1970 aż do jej śmierci. Para doczekała się dwójki dzieci: syna Marca i córkę Mayę. 

## Dyskografia

### Albumy
- Come to My Garden (1970)
- Perfect Angel (1974)
- Adventures in Paradise (1975)
- Stay in Love: A Romantic Fantasy Set to Music (1977)
- Minnie (1979)
- Love Lives Forever (1980)

Składanki
- Capitol Gold: The Best of Minnie Riperton (Capitol, 1993)
- Her Chess Years (Chess, 1997)
- Petals: The Minnie Riperton Collection (The Right Stuff, 2001)
- Les Fleurs - The Minnie Riperton Anthology (EMI, 2001)

### Single
- "Reasons"/"Every Time He Comes Around" (Epic, 6/14/1974)
- "Seeing You This Way"/"The Edge of a Dream" (Epic, 8/21/1974)
- "Lovin' You"/"The Edge of a Dream" (Epic, 1/13/1975)
- "Inside My Love"/"Don't Let Anyone Get You Down" (Epic, 7/15/1975)
- "When It Comes Down to It"/"Minnie's Lament" (Epic, 10/06/1975)
- "Simple Things"/"Minnie's Lament" (Epic, 1/19/1976)
- "Adventures in Paradise"/"When It Comes Down to It" (Epic, 4/07/1976)
- "Stick Together"/ "Stick Together" (Part 2) (Epic, 3/06/1977)
- "Can't You Feel What I'm Saying"/"Wouldn't Matter Where You Are" (Epic, 6/25/1977)
- "Young, Willing, & Able"/"How Can I Love You More" (Epic, 9/16/1977)
- "Memory Lane"/"I'm A Woman" (Capitol, 4/08/1979)
- "Lover and Friend"/"Return to Forever" (Capitol, 8/26/1979)
- "Here We Go"/"Return to Forever" (Capitol, 8/05/1980)
- "Give Me Time"/"Island in the Sun" (Capitol, 1/18/1981)